# Enchanting
Enchanting ist eine auf BYOB (Build Your Own Blocks) basierende und von Scratch inspirierte Entwicklungsumgebung, die es erlaubt, den Lego Mindstorms NXT zu programmieren. Dazu wird eine leJOS-Firmware benötigt.
Enchanting hat von Scratch die einfache, intuitive Art zu programmieren übernommen. Ursprünglich vom MIT für Kinder ab acht Jahren entwickelt, sind aber auch schon sehr gute Erfolge mit Fünf- bis Sechsjährigen zu beobachten. Es gibt keine Syntaxfehler, da man die einzelnen Blöcke wie Lego nur dort anheften kann, wo es auch erlaubt und sinnvoll ist. Somit kann das Kind fast ohne Frustration sofortige Erfolgserlebnisse erfahren. Nebenläufigkeit und Objektorientiertheit sind intuitiv erfahrbar.